# Fürstenfeldbruck
Fürstenfeldbruck é uma cidade da Alemanha capital do distrito de Fürstenfeldbruck, região administrativa de Alta Baviera, estado da Baviera.